# Saurais

Saurais este o comună în departamentul Deux-Sèvres, Franța. În 2009 avea o populație de 183 de locuitori.